# Tarasa in Numidia
Tarasa in Numidia (łac. Tarasensis in Numidia) - stolica historycznej diecezji w Cesarstwie rzymskim w prowincji Numidia, współcześnie na terytorium Algierii. Obecnie katolickie biskupstwo tytularne. Pierwszym biskupem był Urbain Morlion, koadiutor i wikariusz apostolski w Baudoinville w ówczesnym Kongo Belgijskim. Od maja 2004 stolicę tę obejmuje Artur Miziński, biskup pomocniczy lubelski. 

## Biskupi tytularni
| Lp. | Biskup                       | Funkcja | Od                   | Do                |
| --- | ---------------------------- | --- | -------------------- | ----------------- |
| 1   | Urbain Morlion               | wikariusz apostolski koadiutor Baoudounville (Kongo Belgijskie) wikariusz apostolski Baoudounville (Kongo Belgijskie) | 11 lipca 1939        | 10 listopada 1959 |
| 2   | Antonino Pinci               | nuncjusz apostolski w Panamie                                                                                         | 31 października 1961 | 16 sierpnia 1987  |
| 3   | Luis del Castillo Estrada SJ | biskup pomocniczy Montevideo (Urugwaj)                                                                                | 9 kwietnia 1988      | 21 grudnia 1999   |
| 4   | Artur Miziński               | biskup pomocniczy lubelski                                                                                            | 3 maja 2004          |                   |